# Gobierno Regional de Los Lagos
El Gobierno Regional de Los Lagos es un órgano autónomo chileno con personalidad jurídica de derecho público y patrimonio propio, que tiene a su cargo la administración superior de la Región de Los Lagos, con el objetivo de impulsar su desarrollo social, cultural y económico. Tiene su sede en la capital regional, la ciudad de Puerto Montt.
Está constituido por el Gobernador Regional y el Consejo Regional.

## Gobernador Regional de Los Lagos
Dentro de las facultades que le corresponden al Gobernador, es ser el órgano ejecutivo del gobierno regional, correspondiéndole presidir el consejo regional y ejercer las funciones y atribuciones que la ley orgánica constitucional determine, en coordinación con los demás órganos y servicios públicos creados para el cumplimiento de la función administrativa. Asimismo, le corresponde la coordinación, supervigilancia o fiscalización de los servicios públicos que dependan o se relacionen con el gobierno regional, sin embargo, su figura no es un representante del Presidente de la República en la región, para tal representación la ley 20.990 creó el cargo de Delegado Presidencial Regional de Los Lagos.
Desde el 6 de enero de 2025 el Gobernador Regional es Alejandro Santana Tirachini (RN), quien fue vencedor en la Elección regional de 2024.

## Consejo Regional de Los Lagos
El Consejo Regional de la Región de Los Lagos es un órgano de carácter normativo, resolutivo y fiscalizador, dentro del ámbito propio de competencia del Gobierno Regional, encargado de hacer efectiva la participación de la ciudadanía regional y ejercer las atribuciones que la ley orgánica constitucional respectiva le encomienda.
Está integrado por 20 consejeros elegidos por sufragio universal en votación directa, de cada una de las cuatro provincias de la región (cuatro por la Provincia de Chiloé, ocho por la Provincia de Llanquihue, seis por la Provincia de Osorno y dos por la Provincia de Palena), que duran cuatro años en sus cargos y pueden ser reelegidos. 

### Miembros actuales
| Gobernador Regional         | Gobernador Regional          | Partido    | Partido |
| --------------------------- | ---------------------------- | ---------- | ------- |
| Alejandro Santana           | Alejandro Santana            | RN         |         |
| Provincia                   | Consejero Regional           | Partido    | Partido |
| Provincia de Osorno (6)     | Carlos Schwalm Urzúa         | UDI        |         |
| Provincia de Osorno (6)     | Augusto Eguiluz Loyola       | PRCh       |         |
| Provincia de Osorno (6)     | Eduardo Parada Silva         | PRCh       |         |
| Provincia de Osorno (6)     | Francisco Reyes Castro       | PS         |         |
| Provincia de Osorno (6)     | Bernardo Barría Angulo       | PDC        |         |
| Provincia de Osorno (6)     | Alexis Casanova Cárdenas     | RN         |         |
| Provincia de Llanquihue (8) | Rodrigo Arismendi Valenzuela | Ind. - UDI |         |
| Provincia de Llanquihue (8) | Tito Gómez Márquez           | RN         |         |
| Provincia de Llanquihue (8) | César Negrón Barría          | RN         |         |
| Provincia de Llanquihue (8) | Luis Hernández Soto          | PRCh       |         |
| Provincia de Llanquihue (8) | Yasna Vásquez Vidal          | PRCh       |         |
| Provincia de Llanquihue (8) | Patricia Gallardo Breuel     | PDC        |         |
| Provincia de Llanquihue (8) | Luis Becerra Vargas          | Ind-PS     |         |
| Provincia de Llanquihue (8) | Marión Fernández Loncon      | FA         |         |
| Provincia de Chiloé (4)     | Freddy Gallardo Pacheco      | Ind-UDI    |         |
| Provincia de Chiloé (4)     | Francisco Cárcamo Hernández  | RN         |         |
| Provincia de Chiloé (4)     | Javier Cabello Stom          | PS         |         |
| Provincia de Chiloé (4)     | Nelson Águila Serpa          | PDC        |         |
| Provincia de Palena (2)     | Félix Vargas Cotiart         | RN         |         |
| Provincia de Palena (2)     | Catalina Saavedra Gómez      | FA         |         |